# Trung Quốc tại Thế vận hội Mùa hè 2012
Trung Quốc tham dự thế vận hội Mùa hè 2012 tại Luân Đôn từ 27 tháng 7 đến 12 tháng 8 năm 2012. Trung Quốc dự kiến sẽ giành được số huy chương cao nhất trong thời gian Thế vận hội 2012. Trong tháng 8 năm 2011, bản tin Olympic " Around the Rings" trích dẫn ý kiến chuyên gia Olympic Luciano Barra dự đoán rằng Trung Quốc sẽ giành được tổng cộng 97 huy chương, trong đó có 36 vàng, 34 huy chương bạc và 27 huy chương đồng. Tổng cộng có 380 vận động viên Trung Quốc thi đấu ở 23 môn thể thao. Các môn cưỡi ngựa, bóng đá và bóng ném là các môn mà Trung Quốc không tham dự trong Thế vận hội này.